# Rioz
Rioz é uma comuna francesa na região administrativa de Borgonha-Franco-Condado, no departamento de Alto Sona. Estende-se por uma área de 17,2 km². Em 2010 a comuna tinha 2 365 habitantes (densidade: 137,5 hab./km²).